# Hobborn och Boda
Hobborn och Boda var före 2015 en av SCB avgränsad och namnsatt småort i Falu kommun, Dalarnas län. Den omfattar bebyggelse i byarna Hobborn och Boda, belägna i Sundborns socken omkring två kilometer sydväst om Sundborns kyrka. 2015 sammanlades småorten med tätorten Sundborn.